# Salò
Salò (prononcé : [saˈlɔ]) est une commune dans la province de Brescia en Lombardie (Italie).

## Géographie
Salò se trouve dans le Nord de l'Italie, au bord du lac de Garde.

### Hameaux
- Barbarano
- Campoverde
- Renzano
- Villa
- Cunettone
- Serniga

### Communes limitrophes
- Gardone Riviera
- Gavardo
- Puegnago sul Garda
- Roè Volciano
- San Felice del Benaco
- Torri del Benaco (VR)
- Vobarno

## Histoire
La ville a été créée sous l'Empire romain sous le nom de Pagus Salodium et était au Moyen Âge une possession de la famille ducale Visconti de Milan. Après 1440, la ville est sous le contrôle de la république de Venise.
Le 31 juillet 1796, combat ou affaire de Salo entre les troupes françaises et les troupes autrichiennes.
De 1943 à 1945, Salò fut la capitale effective de la République sociale italienne (la capitale officielle restant Rome), dirigée par Benito Mussolini, aussi connue sous le nom de république de Salò.

## Administration
| Période          | Période       | Identité            | Étiquette                     | Qualité |
| ---------------- | ------------- | ------------------- | ----------------------------- | ------- |
| 3 septembre 1985 | 7 août 1990   | Riccardo Marchioro  | DC                            | Maire   |
| 7 août 1990      | 24 avril 1995 | Giuseppe Mongiello  | DC                            | Maire   |
| 24 avril 1995    | 14 juin 1999  | Giovanni Cigognetti | PDS                           | Maire   |
| 14 juin 1999     | 8 juin 2009   | Gianpiero Cipani    | liste civique "Salò 2000"     | Maire   |
| 8 juin 2009      | 26 mai 2014   | Barbara Botti       | liste civique "Salò 2000"     | Maire   |
| 26 mai 2014      | en cours      | Gianpiero Cipani    | liste civique "Progetto Salò" | Maire   |

## Personnalités liées à la ville
- Luigi Comencini (1916-2007), réalisateur de films, de téléfilms et de séries télévisées, né à Salò.

## Honneur
L'astéroïde (278591) Salò porte son nom.